# Чичерина, Елизавета Петровна
Елизаве́та Петро́вна Чиче́рина, урождённая Демидова (14 июня 1765 — 22 апреля 1834) — русская писательница и переводчица из рода Демидовых.

## Биография
Старшая дочь тайного советника Петра Григорьевича Демидова от его брака с Екатериной Алексеевной Жеребцовой, внучатная племянница Григория Акинфиевича Демидова. По рождению принадлежала к семьям, приближенным к императорскому двору. По линии отца — внучка предпринимателя Григория Акинфиевича, по матери — сенатора Алексея Григорьевича Жеребцова (1712—1777) и Марии Михайловны Нарышкиной. Брат её матери, Александр, был женат на Ольге Зубовой, сестре знаменитых братьев Зубовых. Приходилась кузиной Евдокии Лопухиной, жене блистательного графа Орлова-Чесменского. Родилась в Петербурге, крещена 16 июня 1765 года в церкви Вознесения Господня при Адмиралтейских слободах при восприемстве Н. А. Демидова и жены А. В. Олсуфьева, Марии Васильевны.
О ранних годах жизни Елизаветы Петровны также ничего не известно. Но её отец получил прекрасное образование, совершив вместе с братьями Александром и Павлом многолетнее образовательное путешествие по Европе. Говорил на иностранных языках, играл на музыкальных инструментах. Не пренебрегали Демидовы и женским образованием: его сёстры получили блестящее образование.
В 1782 году в Санкт-Петербурге был опубликован перевод в прозе «Духовных од и песней господина К. Ф. Геллерта», осуществлённый «некоторою благородною девицею». Книга была напечатана анонимно, лишь упоминалось, что она посвящена родителям как «новый и первый плод» её воспитания. 2-е издание, вышедшее в 1785 году, было значительно дополнено, в нём была изменена композиция и было указано имя и фамилия переводчицы. Посвящено оно было великому князю Павлу Петровичу и его супруге Марии Федоровне в благодарность за их «высочайшее присутствие» в доме родителей. В 1787 у петербургского издателя И.-К. Шнора вышел сборник Демидовой «Время, непраздно препровожденное в чтении, или Собрание полезных повествований разных писателей. Тетрадь 1» . 2-е издание увидело свет в 1797 году и было озаглавлено «Время, непраздно препровожденное в чтении, или Полезные повествования разных писателей». Книга вновь была посвящена «дражайшим родителям». В сборник были включены прозаические переложения басен Геллерта, переводы исторических анекдотов, аллегорических и чувствительных повестей, построчный прозаический перевод «Истории о патриархе Иосифе» и одноактная драма «Паж». Не исключено, что Елизавета Петровна была автором романа в письмах на французском языке «Zelmire, ou La Prisonnière turque», который был представлен в октябре 1797 года в московскую цензуру «девицей Демидовой», но был запрещён к изданию за «разные неприличные о последней нашей войне с турками рассуждения».
С 26 сентября 1787 года Елизавета Петровна была замужем за генерал-майором Александром Николаевичем Чичериным, сыном генерал-аншефа и сенатора Николая Ивановича Чичерина (1724—1782) и Марии Александровны Зыбиной. Венчание их было в Петербурге в церкви Вознесения Господня при Адмиралтейских слободах. C 11 января 1792 по 12 июня 1793 года её супруг был калужским губернским предводителем дворянства.

После замужества Елизавета Петровна посвятила себя заботам о семье. Чичериным принадлежала усадьба в селе Николо-Жупань (ныне Одоевского района Тульской области). В годы Отечественной войны вдова Чичерина поставила во внутреннее ополчение от села В. Алопова с деревнями Перемышльского уезда 2 конных и 21 пешего воина. С 1818 по 1828 годы Елизавета Петровна и её родственники пристроили к Никольскому храму в Николо-Жупани приделы: с южной стороны — во имя Св. Александра Невского, а с северной — во имя Владимирской Божьей Матери. По воспоминаниям старожилов, в приделе Александра Невского находились две плиты, на одной из них была надпись: 
Здесь положено тело устроительницы придела сего, генерал-майорши Елизаветы Петровны Чичериной, в монашеском образе представившейся от рождения своего на 70 году, 22 апреля 1834 г. в первый день праздника Воскресения Христова, по окончании заутрени
Генерал-майор Александр Николаевич Чичерин умер 02 декабря 1793 года, его отпевание зарегистрировано в метрической книге Вышневолоцкого Казанского Собора (город Вышний Волочёк Тверской губернии). Умер в возрасте 43-х (так указано в записи о смерти) лет от неизвестной болезни. Пред кончиной был исповедан и причащен. Скорее всего, Александр Николаевич Чичерин и погребен был в Вышнем Волочке на городском кладбище, согласно принципу, закрепленному в действующих на тот момент Законах и Правилах – «где отпевался - там и погребен, если отдельно не сказано об ином». Жена Александра Николаевича Чичерина  — Елизавета Петровна  — приходилась внучатой племянницей Анне Акинфиевне Сердюковой (урожденной Демидовой), которая была замужем за Иваном Михайловичем Сердюковым (1721-1761), семья которых жила в Вышнем Волочке. Анна Акинфиевна Сердюкова умерла 01 августа 1772 году и была погребена в Вышнем Волочке на приходском кладбище. Возможно, Александр Николаевич Чичерин и Анна Акинфиевна Сердюкова, будучи близкими родственниками, на кладбище были погребены рядом, но их могилы и надгробные памятники не сохранились.
В браке супругов Чичериных родилось трое детей:
- Пётр Александрович (05.02.1789[10]— ?), крещен 9 февраля 1789 года в церкви Вознесения Господня при Адмиралтейских слободах при восприемстве деда П. Г. Демидова.
- Екатерина Александровна (01.09.1790[11]—24.09.1848), крестница деда П. Г. Демидова и генеральши Е. Д. Волковой, вышла замуж за Александра Яковлевича Мирковича (1792—1888), сына статского советника Якова Степановича Мирковича и Марьи Гавриловны Головы[K 3].
- Александр Александрович (1792—15.08.1808)

### Комментарии
1. ↑  Датой её рождения в разных источниках встречаются 1765, 1767[2], и даже 1749 годы[3]. В последнем случае возможна путаница с годом рождения матери, родившейся как раз в 1749 году. Н. П. Пирогова, заведующая отделом редких книг Свердловской областной универсальной научной библиотеки им. В. Г. Белинского в своей книге «Библиотеки Демидовых: Книги и судьбы» ( Екатеринбург, 2000) пишет: «Видимо, надо согласиться с датой из "Родословной росписи Демидовых" Елены Иосифовны Красновой - 1767 года, но тогда означает, что первый перевод (с немецкого языка "Духовных од и песен" Геллера) был опубликован Елизаветой Демидовой в 15 лет».
2. ↑  Венгеров указывал дату смерти Елизаветы Петровны как 7 авг. 1810, что совпадает с датой смерти матери[9]
3. ↑  Двоюродный брат Екатерины Александровны, Денис Алексеевич Демидов, был женат на Марии Федоровне Миркович, дочери Федора Яковлевича, родного брата А. Я. Мирковича. Один из их сыновей — олонецкий губернатор М.Д. Демидов.